# Прва битка на Марни
Прва битка на Марни је битка током Првог светског рата, која се одиграла од 5. септембра 1914. до 12. септембра 1914. У бици су француска и британска војска победиле немачку војску. Битка на Марни је представљала велику прекретницу на почетку Првог светског рата. До краја августа 1914. снаге Антанте су се повлачиле на Западном фронту према Паризу. Две немачке армије су се пробијале кроз Француску. Пад Париза је изгледао готово неминован, али савезници су успели да постигну стратешку победу на реци Марни.

## Увод
Током немачког напада на Француску британска војска је имала велики број жртава. Командант британских експедиционих снага Џон Френч кривио је француску страну за тешке губитке и за некоординисана повлачења. Посебно је кривио команданта француске пете армије генерала Ланрезака да се није упуштао у борбе и да није најављивао повлачења. Погоршали су се односи између француских и британских команданата. Маршал Џон Френч је намеравао да повуче британску војску са фронта да се одморе и реорганизују. Међутим француски главнокомандујући Жозеф Жофр је наговорио британског министра рата лорда Херберта Киченера да интервенише. Киченер је пренео Френчу поруку да би повлачење британске војске било катастрофално и за Француску и за Велику Британију. Маршал Џон Френч је пристао да његова војска остане на фронту док год није угрожена са бока француским повлачењима.
Како су се немачка прва и друга армија приближавале Паризу, почели су скретати југоисточно према Паризу, излажући своја десна крила савезницима. До 3. септембра Жозеф Жофр је уочио немачку тактичку грешку и брзо је направио план да заустави француско и британско повлачење и да нападне Немце дуж целе линије фронта. Британска војска и француска шеста армија су добиле задатак да нападају изложено десно крило немачке прве армије. Жозеф Жофр се лично срео са Џоном Френчом и добио од њега уверавања да ће Британци учествовати у нападу. Напад је требало да почне ујутро 6. септембра. Међутим командант немачке прве армије генерал Александар фон Клук приметио је присуство савезничких снага 5. септембра и започео је окретати своју армију према западу. Битка је започела 5. септембра поподне, када је француска шеста армија дошла у контакт са претходницом немачке прве армије.

## Битка
Александар фон Клук је током окретања своје армије према западу отворио 50 километара широку рупу у немачким линијама, између немачке прве армије и немачке друге армије. Немачком другом армијом је командовао опрезни генерал Карл фон Билов, а армија се налазила лево од немачке прве армије. Савезнички извиђачки авиони су открили постојање рупе у немачким линијама и о томе су обавестили команданте на терену. Савезници су били спремни да искористе постојање рупе у немачким линијама. Због тога су послали трупе из британског експедиционог корпуса, да се прикључе француској петој армији у пролажењу кроз насталу рупу у немачким линијама. Пета француска армија је требало да напада истовремено немачку другу армију. 
Ипак Немци су били близу тога да постигну победу и да пробију линије француске шесте армије између 6. септембра и 8. септембра. Француску шесту армију је спасио 7. септембра долазак 6.000 резервиста помоћу 600 таксија из Париза. Већ 8. септембра Франше д’Епере је са својом петом армијом извео изненадни напад на немачку другу армију и тиме још више проширио рупу између немачке прве и друге армије. Франше д’Епере је дошао на место команданта пете армије непосредно пред битку. Заменио је генерала Ланрезака.
Већ 9. септембра је изгледало као да ће немачка прва и друга армија бити потпуно опкољене и уништене. Генерал фон Молтке је претрпио нервни слом када је чуо о тој опасности. Његови подређени су преузели команду и наредили су повлачење до реке Ене да би се ту војска регруписала. Французи и Британци су гањали немачке снаге у повлачењу, али брзина савезничког напредовања била је доста спора, само 19 километара на дан. Немачка војска се зауставила након 65 километра повлачења, на месту северно од реке Ене. Ту су се укопали и припремили ровове, који ће трајати неколико година.
Немачко повлачење између 9. септембра и 13. септембра представљало је напуштање Шлифеновог плана. Хелмут фон Молтке Млађи је наводно тада известио немачког цара да су Немци изгубили рат. После те битке обе стране су се укопале и уследило је 4 године углавном рововског ратовања.

## Резултати и последице
Рат је ушао у стајаћу фазу после савезничке победе у бици на Марни. Био је то први велики сукоб и један од најважнијих догађаја рата. Немачко повлачење означило је да пропада немачка нада у брзу победу на западу Шлифеновим планом. Немачка се надала брзој победи на западу, после чега би се обрачунала са Русијом на истоку. Уместо тога морала се борити на два фронта. 
Битка код Марне била је прва велика битка у којој се показала одлучна улога извиђачких авиона у откривању слабих тачака у немачким линијама, што је омогућило савезницима да то војно искористе.
Прва битка на Марни памти се по 600 париских таксија, углавном Реноа, који су превезли 6.000 француских резервиста. Улога тих резервиста традиционално се описује као кључна у заустављању немачког продора против француске шесте армије. Постоје данас и историчари, који сматрају да ти резервисти нису имали такав значај. У бици на Марни борило се 2 милиона војника, а 500.000 је убијено или рањено.